# Palatinski grof
Palatinski grofje (latinsko comites palatini, tudi comites palatii) so bili prvotno uradniki in zastopniki kralja ali cesarja. Vodili so dvorno sodišče in imeli splošno vodstveno funkcijo. Delovali so tudi kot povezovalci med prosilci iz cesarstva in kraljem ali cesarjem. V Svetem rimskem cesarstvu je sprva obstajal palatinski grof  za vsako vojvodino. Pozneje je bila večina palatinskih grofij vključena v močnejšo kneževino. Od poznega srednjega veka dalje je edini preostali renski palatinski grof pripadal cesarskemu knežjemu razredu in je bil dejansko enak vojvodam. Naslov knežjega palatinskega grofa  (renskega palatinskega grofa) je bil (Kraljeva) Visokost.
S prehodom iz srednjega veka v zgodnje novoveško obdobje se je naziv lahko podeljeval tudi kot častni naziv » Hofpfalzgraf « brez pripadajočih funkcij. Leta 1357 je Karel IV. med obiskom v Pragi imenoval Francesca Petrarco za dvornega palatinskega grofa.

## Zgodovinski razvoj
Za pomen latinske besede palatinus glejte Paladin, ker tako beseda "palatinski grof " kot beseda "paladin" izhajata iz latinske palatinus.
V merovinškem obdobju, natančneje v 6. stoletju sta Ciucilo, dvorjan Sigiberta I., in Trudulf, privrženec Childeberta I., prvič dobila naslov palatinskega grofa. Bila sta odgovorna za upravo kraljevega dvora. V karolinškem obdobju se je palatinski grof  povzpel do najvišje oblasti za posvetne zadeve na kraljevem ali cesarskem dvoru in mu je bilo dodeljeno zlasti predsedstvo Palatinskega sodišča. V zgodnji dobi so bili nosilci urada palatinskega grofa  višji kraljevi uradniki na dvoru s predvsem upravnimi in sodnimi nalogami. Palatinski grof  je s svojim uradom pogosto dobil nadzor nad kraljevo oz cesarsko palačo s spremstvom in pripadajočo posestjo. Te grajske palače oz. kraljevi dvori so bili razpršeni po kraljestvu v različnih vojvodinah.
V okviru razvoja nemškega kraljestva iz vzhodnofrankovskega kraljestva na podlagi izvornih vojvodin vzhodnofrankovskega cesarstva so palatinski grofje  prejeli obsežne posebne kraljeve pravice, da bi politično zavarovali kohezijo kraljestva in obdržali v šahu moč vojvod. Od konca 10. stoletja v izvornih vojvodinah Saške, Bavarske, Švabske in Lotaringije štejejo izvorni palatinski grofje za predstavnike in varuhe kraljevih pravic. Naziv palatinski grof  ni bil več povezan s prvotno nalogo skrbi za kraljevo palačo, temveč je vključeval nekakšno nadzorno funkcijo in zastopstvo kralja znotraj izvornih vojvodin in s tem tudi drugi položaj za vojvodo znotraj vojvodstva. To je bilo povezano z dvigom ranga v primerjavi z drugimi grofi vojvodine in pravico do opravljanja sodniške funkcije na kraljevem mestu. To so spremljale pravice do lova, pobiranja mitnine in kovanja kovancev. Najmočnejši izmed palatinskih grofov, renski palatinski grof, je bil kraljev namestnik na dvoru, cesarski vikar v primeru izpraznjenega mesta na prestolu in celo sodnik nad kraljem.
Kasneje je izraz "palatinski grof" postal dedni naziv v različnih nemških knežjih hišah. Od poznega srednjega veka naprej je cesarski knežji razred v Svetem rimskem cesarstvu vključeval vojvode, deželne grofe, mejne grofe in palatinske grofe ter cerkvene kneze: nadškofe, škofe ter opate in opatinje cesarskih opatij.

## Razlikovanje od podobnih uradov in dostojanstev
Stroga ločitve uradov med palatinskimi grofi  na eni strani in drugimi knežjimi uradi ni bilo. Mogočni  palatinski grofje so bili pogosto tudi deželni ali mejni grofje, vojvode ali cerkveni knezi. To je dalo izrazu "palatinski" nov pomen v Svetem rimskem cesarstvu: Palatinat se ni nanašal samo na utrjene kraljeve dvore, ampak tudi na gospoščinska ozemlja palatinskih grofov  oz. volilnih knezov.
Pravice in dolžnosti uradov in dostojanstev srednjeveške družbe so bile predmet ponavljajočih se sprememb in so se razlikovale tudi regionalno. Tako je sredi 18. stoletja neki zgodovinar dejal, da so bili v takratnih razlagah Zlate bule izrazi comes palatii, seneschal, vrhovni dvorni mojster, dvorni oskrbnik, »hišni major in majordom« ( Hausmeier ) »precej napačno pomešani skupaj«. Poleg tega je comes palatii »Reichshofrichter« in ne » dvorni  sodnik «.
Razlika med dvornimi palatinskimi grofi je jasnejša: čeprav so bili pogosto dodeljeni določenim ozemljem, da bi uveljavljali svoje privilegije, zaradi svoje funkcije dvornih palatinskih grofov sami niso imeli nobenih pravic deželnega gospoda, ampak na koncu delujejo podobno kot državni uslužbenci.

## Merovinški in karolinški palatinski grofje
Robertinci
- Krodobertus II, 2. Oktobra 678  comes palatinus
- Grimbert, 691/720 comes palatinus iz Nevstrije, verjetno sin Krodoberta II.
- Robert I. (tudi Rupert I., † pred 764) 741/742 comes palatinus, vnuk Krodoberta II.
- Anselm († 778 v Roncesvallesu ) comes palatinus, sin Ruperta I.
- Adalhard 877
- Cobbo mlajši (Ekbertinec)

Hugobertinci
- Hugobert, 697
- Hubertus iz Lièga

Grofje Šampanje
Karolinški Lotar (francoski kralj 954–986) je Oda I., grofa bloiškega, postavil za enega svojih najzvestejših zaveznikov v boju proti Robertincem poleg grofov Vermandois, za palatinskega grofa, naslov, ki je bil deden v njegovi družini in nato prenesen v Šampanjo od koder so izvirali.

## Bavarski palatinski grof
Urad palatinskega grofa je bil prvotno povezan s Palatinatom v Regensburgu in v izvorni vojvodini Bavarski (glej tudi: Zgodovina Bavarske) verjetno ni bil podrejen kralju, temveč bavarskemu vojvodi. Imetniku je zagotovil vodilni položaj v vojvodini na pravnem in sodnem področju.
- Meginhart I., palatinski grof na Bavarskem 883
- Arnulf (II.) († 954), palatinski grof Bavarske, okoli leta 940 zgradil grad Scheyern ( Liutpoldinger ).
- Bertold Reisensburški († 999), palatinski grof 954–976 s prekinitvami, prednik Andeških grofov (Liutpoldinger)
- Hartvig I. († 985), bavarski palatinski grof 977–985
- Aribo I. (IV.) († okrog 1020), bavarski palatinski grof 985–1020
- Hartvig II. († 1027), bavarski palatinski grof 1020–1026
- Aribo II (V.) († 1102), bavarski palatinski grof 1026/41–1055
- Kuno I. Rottski († verjetno 1082/1083), bavarski palatinski grof
- Rapoto V. Bavarski († 1099), bavarski palatinski grof 1082/83–1093 (Rapotonci)
- Engelbert I. Goriški († 1122), bavarski palatinski grof 1099–1120 ( Majnhardinci)
- Oton V. († 1156), bavarski palatinski grof 1120–1156, je leta 1124 rezidenco preselil na grad Wittelsbach
- Oton VI. († 1183), bavarski palatinski grof 1156–1180, sin Otona V. je leta 1180 postal kot Oton I., vojvoda Bavarske,
- Oton VII. († 1189), bavarski palatinski grof 1180–1189, sin Otona V.
- Oton VIII. († 1209), bavarski palatinski grof 1189–1208, morilec kralja, sin Otona VII.
- Rapoto II. Ortenburški († 1231), bavarski palatinski grof 1208–1231, svak Otona VIII.
- Rapoto III. Ortenburški († 1248), bavarski palatinski grof 1231–1248, sin Rapota II.; zadnji uradni bavarski palatinski grof. Sčasoma so bavarski vojvode pridobili pravice in lastnino .

## Burgundski palatinski grof
Leta 1169 je urad ustanovil cesar Friderik I. iz Svobodne grofije Burgundije, glej tukaj .

## Lotarinški palatinski grof
- Wigerich (* okoli 870; † pred 921/922) 899 grof v Bidgau, 916 palatinski grof Lotaringije [4] ( Wigeriche )
- Gotfrid  Lieški (* okoli 905; † 1. junij po 949) Lotarinški palatinski grof v času Henrika I. (919–936),[5] 945 grof v Lieškem okraju (Matfriede)
- Hernbertus (dokumentiran leta 959 [6])

Najpozneje od leta 989 je bil palatinski grof Lotaringije pripadal plemiški hiši Ezoncev:
- Herman I. Lotarinški († 996) 970, 992 in 993 grof v Bonnskem okraju, [7] [8] [9] [10] 975 in 978 grof v Eifelskem okraju, [11] 977 kot grof v Gerresheimu, v grofiji Duisburg-Kaiserswerther, [12] 981 grof v Zülpichgau, [13] 989 palatinski grof  Lotaringije,[14] 996 palatinski grof  Lotaringije in grof v Auelgau.[15]
- Ezzo († 1034), sin Hermana I. Bil je grof v Auelu in Bonnskem okraju, leta 1020 palatinski grof Lotaringije. Poročen z Matildo Saško, hčerko cesarja Otona II. (Liudolfinger).
- Oton, 1035–1045 Lotarinški palatinski grof kot Oton II. Švabski vojvoda 1045–1047, Ezzov sin.
- Henrik I. Lotarinški, palatinski grof Lotaringije 1045–1061, sin Hezelina (grof v Zülpichgau), brat Ezza.
- Herman II. Lotarinški, palatinski grof Lotaringije  1061–1085, grof v Ruhrgau (Duisburggau) in Zülpichgau, grof Brabanta, sin palatinskega grofa Henrika I.

Po smrti Hermana II. Lotarinškega se je njegova vdova Adelheida poročila z Luksemburžanom Henrikom II. Laaškim, ki ga je med letoma 1085/1087 nasledil v Palatinski grofiji. Palatinska grofija  Lotaringija je tako postala Palatinska grofija  ob Renu.

## Palatinski grof ob Renu
Palatinski grof ob Renu je leta 1085/1087 izšel iz palatinske grofije Lotaringije kot cesarski naslovni urad, vendar brez prevzema ozemelj Lotaringije. Vladajoči palatinski grofje so navedeni v seznamu vladarjev volilnega palatinata, kjer je tudi pregled zgodovine urada palatinskega grofa. Plemiči, ki so bili imenovani za palatinske grofe, so s seboj prinesli lastno dediščino, iz katere se je postopoma razvilo razdrobljeno ozemlje ob Renu.
Renski palatinski grofje, ki so od leta 1214 vedno prihajali iz hiše Wittelsbach, so bili od leta 1356 eden od sedmih volilnih knezov Svetega rimskega cesarstva in bili v kraljevi odsotnosti cesarski vikar. Pomemben naziv volilnega kneza   je zasenčil naslov palatinskega grofa  in postopoma dovolil, da je izraz »Palatinska« postal ime za ozemlja tega »volilnega kneza Pfalškega « (Elector Palatinate, sestavljen iz Spodnjega in Zgornjega Pfalškega ) in sorodnih podružnic ( Pfalška -Neumarkt, Palatinate-Simmern, Palatinate-Veldenz, Palatinate-Neuburg, Palatinate-Lautern ). Ko je volilni knez Palatinata leta 1777 podedoval bavarsko volilno kneževino, je nastala kratkotrajna dvojna država » Pfalško-Bavarska «. Njeni deli na levem bregu Rena (vojvodstvo Liege in zahodni Pfalz) so bili izgubljeni za Francijo z okupacijo levega brega Rena in mirom v Lunévillu; z glavnim sklepom državnega odposlanstva je Pfalz na desnem bregu Ren pripadel kneževini Baden, Hesse-Darmstadt, Nassau-Usingen in Leiningen. Z odlokom vlade z dne 15. marca 1806 je kralj Maksimilijan I. Jožef bavarski odstopil Napoleonu Bonapartu vojvodino Berg na desnem bregu Rena.
Provinca palatinska grofija Baden Pfalz je obstajala v Badnu do leta 1809. Ludvik I. Hessen-Darmstadtski in njegovi nasledniki so se od leta 1816 dalje imenovali veliki vojvoda Hessenski in Renski. Bavarska, kraljevina od leta 1806, je leta 1814/15 prejela dele starega Renskega palatinata (Rheinkreis, od 1837 palatinat). Do leta 1918 je bavarski kralj nosil tudi naziv »Palatinski grof ob Renu«.
Leta 1920 je skrajni zahodni del Pfalške (danes približno okrožje Saarpfalz) z Versajsko pogodbo postal del pokrajine Saar. V času nacionalsocializma je obstajal tako imenovani Gau Saarpfalz. Del Pfalške pokrajine, ki je po letu 1920 ostal Bavarski, je bil leta 1946 ločen od Bavarske in združen z južnim delom prejšnje pruske province Ren in Renskim Hessnom v novo nemško deželo Porenje-Pfalško . Sprememba pomena izraza "Pfalška" živi v teh imenih do danes.

## Palatinski grof  Saške
Palatinski grofje Saške so bili sprva grofje Goseck, ki so prenesli urad in naslov na grofe Sommerschenburg, ti pa na deželne grofe Turingije:
- Athelbero (Berno) († 982), 965–966 palatinski grof (na Saškem), grof v Hessnu in Liesgauu, 972 palatinski grof
- Thiedrich († 995, verjetno 6. marec), 992 palatinski grof
- Friderik († julij 1002/15. marec 1003) 995–996 palatinski grof, grof v Harzu in severni Turingiji
- Burhard I. iz Gosecka († po novembru 1017) 991/1017 grof v Hassegauu, 1003 palatinski grof  (na Saškem), 1004 grof Merseburga
- Siegfrid († 25. april 1038) 1028 palatinski grof (na Saškem)
- Friderik I. Goseck († verjetno 1042), palatinski grof na Saškem leta 1040, grof v Hassegauu
- Viljem IV. († 1062) weimarski grof, leta 1042 saški palatinski grof
- Dedo (ubit 5. maj 1056 v Pöhldeju ) sin Friderika I., 1042–1044 palatinski grof,
- Friderik II. († 27. maja 1088 v Barbyju ), brat Dedoja, palatinski grof leta 1056
- Friderik III. (umorjen 5. februarja 1087 pri Zscheiplitzu), njegov sin
- Friderik IV. Putelendorfski (Bottendorf an der Unstrut) († 1125 verjetno 26. junija v Dingelstedt am Huy ), njegov sin, palatinski grof leta 1114
- Friderik V. Sommerschenburški († 18. oktober 1120/21), vnuk Friderika I., palatinski grof  na Saškem 1097, palatinski grof  na Saškem 1111,
- Friderik VI. († 19. maj 1162), 1121 palatinski grof, 1123–1124 sommerschenburški palatinski grof, sin Friderika V.
- Herman II. Winzenburški (umorjen 30. januar 1152) iz hiše grofov Formbach, 1129–1130 palatinski grof (Saška); mejni grof Meissen odstavljen leta 1130; Leta 1148 se je poročil z nekdanjo ženo Friderika VI., katere zakon je bil razveljavljen.
- Adalbert († 15. januar/17. marec 1179), 1162–1179 palatin sommerschenburški grof, sin Friderika VI.

Na državnem zboru v Gelnhausnu je bil deželni grof Ludvik III. Turingijski dne 13. aprila 1180 imenovan za palatinskega grofa  Saškega.
- Ludvik III. († 1190) 1180 palatinski grof  Saške, odpovedan 1181, 1172–1190 deželni grof Turingije
- Herman I. († 1217) 1181 palatinski grof  Saške, 1190 deželni grof Turingije
- Ludvik IV.. († 1227) 1217–1227 palatinski grof  Saške in deželni grof Turingije
- Henrik Raspe († 1247) 1228–1247 deželni grof Turingije, pred 1231–1247 palatinski grof  Saške in 1246/47 nemški protikralj

Po smrti Henrika Raspeja je urad saškega palatinskega grofa  sprva prešel na Wettince zaradi pogojne podelitve cesarja Friderika II.
- Henrik III. Slavni († 1288) 1247–1265 deželni grof Turingije in palatinski grof  Saške, 1227–1288 mejni grof Meißena
- Albrecht II., Izrojenec († 1314) 1265–1314 deželni grof Turingije in palatinski grof  Saške
- Friderik I. Svobodni (tudi: Ugriznjeni, † 1323) 1291–1323 mejni grof Meißna in deželni grof Turingije, palatinski grof  Saške od 1280–pred 1291

Pod kraljem Rudolfom I. Habsburškim je položaj palatinskega grofa  Saške prešel na gvelfske vojvode Brunšviške.
- Vojvoda Henrik Braunschweig-Lüneburški († 1322) 1291–1322 knez Braunschweig-Grubenhagen, pred 1291–1322 saški palatinski grof